# Отто Генрих (курфюрст Пфальца)
Отто Генрих Пфальцский (нем. Ottheinrich von der Pfalz; 10 апреля 1502, Амберг, Верхний Пфальц — 12 февраля 1559, Гейдельберг) — пфальцграф Пфальц-Нойбурга с 1505 года и курфюрст Пфальца с 1556 года из династии Виттельсбахов. Отто Генрих известен как один из крупнейших собирателей искусства, библиофилов и меценатов своего времени.

## Происхождение
Отто Генрих был сыном Рупрехта Благонравного (1481—1504) и Елизаветы Баварской (1478—1504), дочери герцога Георга Богатого (1455—1503). Его дедом по отцовской линии был курфюрст Пфальца Филипп Великодушный.

## Биография

### Ранние годы
Уже в 1518 году Отто Генрих принял участие в рейхстаге в Аугсбурге. В следующем году, после смерти императора Максимилиана сопровождал своего дядю и опекуна пфальцграфа Фридриха II в Испанию для того чтобы доставить новоизбранному немецкому королю Карлу V весть о его избрании. После этого будущий курфюрст посетил Кастилию, владения Арагонской короны, Испанские Нидерланды.
Вскоре после возвращения в Германию Отто Генрих отправился в путешествие на Ближний Восток в землю обетованную, во время которого он вёл дневник. 5 июня 1521 года он прибыл в Венецию, а 10 июля морским путём достиг Яффу. Затем он четыре недели пребывал в Палестине, прибыв 19 июля со своей свитой в Иерусалим. Там он встречался с османским наместником. Затем Отто Генрих посетил святые места в Вифлееме, реку Иордан, Генисаретское озеро, Голгофу, Елеонскую гору и храм Гроба Господня, где был посвящён в рыцари. 6 августа путешественники вернулись в Яффу, откуда и отправились на родину.
2 июня 1522 года, по случаю проходившего в Нойбурге ландтага, Оттохайнрих вместе со своим братом Филиппом в крепости Бургленгенфельд были провозглашены совершеннолетними. Вслед за этим они приняли бразды правления образовавшего в результате войны за Ландсхутское наследство княжества Пфальц-Нойбурга (т. н. младший Пфальц), которое было в 1535 году ещё раз разделено между ними.
На следующий год после этого Отто Генрих, именуемый теперь Отто Генрихом Пфальц-Нойбургским, начал масштабное строительство в замке Нойбург с целью повышения своего престижа как внутри страны, так и среди высшего дворянства.
Отто Генрих принимал участие также в военных конфликтах своего времени, например в крестьянской войне.

### Путешествие в Польшу
Ведя дорогостоящий образ жизни, Отто Генрих оказался вскоре под угрозой банкротства, которого он пытался избежать беря новые кредиты. Однако в его распоряжении находилось ещё не погашенное долговое обязательство из наследства его бабки Ядвиги. Это обязательство на сумму свыше 32 000 гульденов было выдано польским королём Казимиром IV Ягелло по случаю свадьбы его дочери Ядвиги с Георгом Богатым. Сосчитав проценты и проценты на проценты, набежавшие с 1475 года, Отто Генрих получил огромную сумму в 200 000 гульденов, которую ему должен польский король. Таким образом, 27 ноября 1536 года Отто Генрих отправился ко двору своего двоюродного деда Сигизмунда I в Краков, куда и прибыл 24 декабря того же года. За время трёхнедельных переговоров удалось достичь договорённость только о выплате основной суммы долга, что не решило финансовых проблем Отто Генриха.

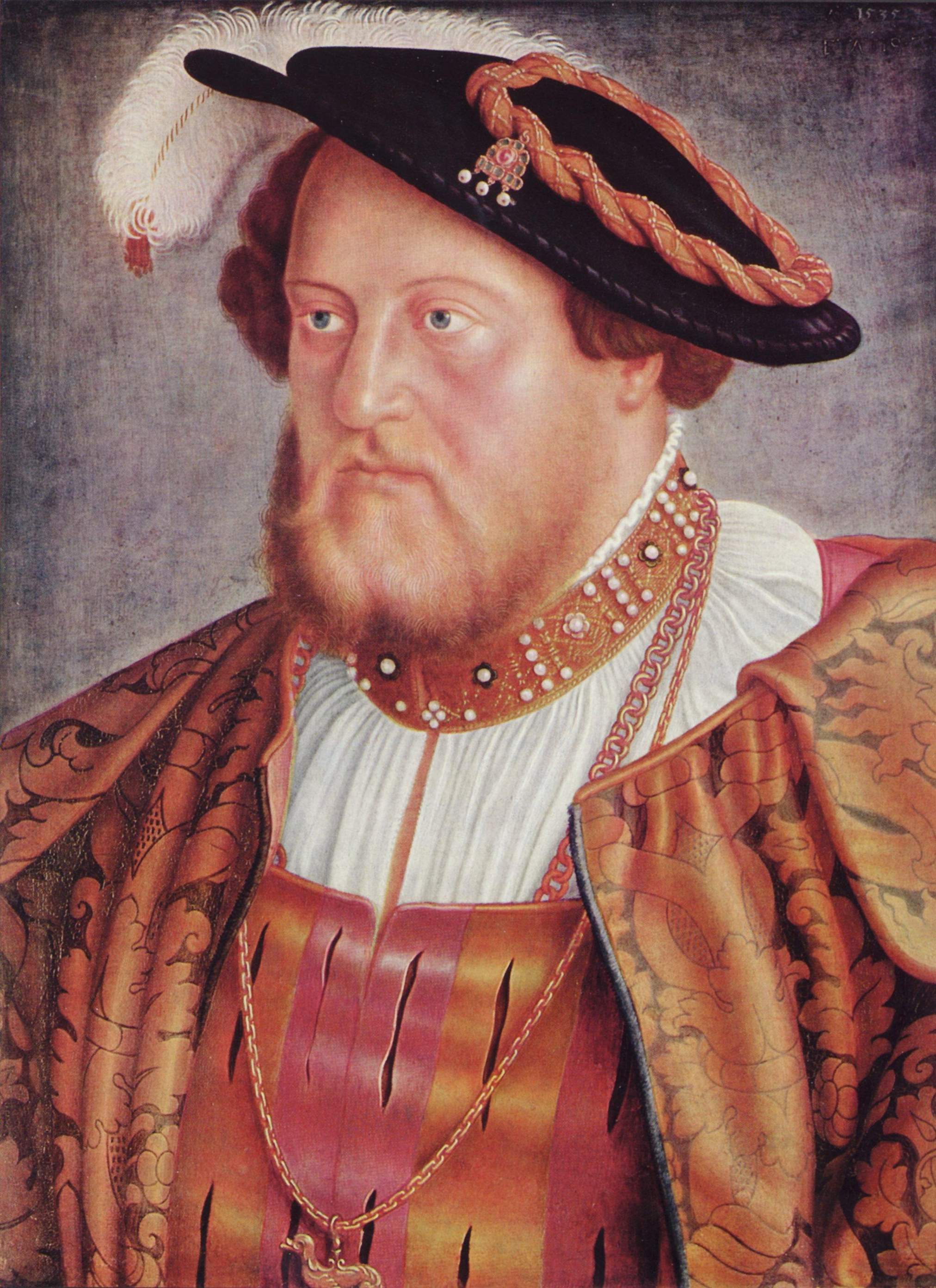
Бартель Бехам: Портрет пфальцграфа Отто Генриха в 1535 году

За время путешествия сопровождавшим Отто Генриха художником было создано пятьдесят акварельных пейзажей посещённых городов, многие из которых являются старейшими из дошедших до нас изображений этих мест. В течение длительного времени этот художественный дневник путешествия был не известен, сейчас он хранится в библиотеке университета Вюрцбурга. Длина маршрута польского путешествия составила примерно 2200 километров, если попытаться восстановить маршрут по рисункам.
В настоящее время легенда о том, что Отто Генрих отправился в своё польское путешествие именно с целью взыскания старого долга подвергается сомнению.

### Дальнейшая жизнь и правление
В 1541 году Отто Генрих получил обременённые долгами территории своего брата Филиппа.
22 июня 1542 года под влиянием теолога Андреаса Озиандера ввёл в своём княжестве протестантизм. Его построенная в следующем году замковая часовня в Нейбурге является первым сооружением этого культа.
В 1544 году долги Отто Генриха достигли миллиона гульденов. Свыше 600 кредиторов прибыло в его замок в Нойбурге. В результате последовавших переговоров долги герцога приняло на себя местное самоуправление, получив взамен власть и собственность герцога. В сентябре 1546 года в Нойбург вошли войска императора, обоснованно подозревая Отто Генриха в поддержке протестантского движения. Подвергнутый имперской опале Отто Генрих отправился в изгнание к своему дяде в Гейдельберг, а затем в кармелитский монастырь Вайнхайма. Там занимался он алхимией, пытаясь получить золото и философский камень.
После смерти своего дяди курфюрста Фридриха II в 1556 году Отто Генрих унаследовал титул курфюрста Пфальцского. Однако к тому времени его здоровье было подорвано и весил он почти 200 килограммов. Как курфюрсту ему теперь принадлежали должности имперского стольника и имперского викария.
В 1557 году он ввёл протестантизм в Курпфальце и других принадлежащих ему территориях, поддерживал науки и упразднил кафедру католической теологии в Гейдельбергском университете.
4 июня 1548 года от ранее полученного ранения умер его брат Филипп, библиотеку которого Отто Генрих объединил с библиотеками Лоршского монастыря и Гейдельбергского замка.
Со смертью в 1559 г. пресеклась Гейдельбергская ветвь пфальцских Виттельбсахов, наследование было заранее определено Гейдельбергским договором.

### Покровитель искусств
Его библиотека, знаменитая Палатинская библиотека, считалась значительнейшей в свою эпоху. 26 томов из неё находятся сейчас в библиотеке Нойбурга. По его приказу была изготовлена иллюминированная Библия Отто Генриха.

## Личная жизнь
16 октября 1529 года Отто Генрих женился в Нойбурге на вдове маркграфа Казимира Бранденбургского принцессе Cусанне Баварской. Их брак был бездетен.
Отто Генрих умер на третьем году своего правления в Пфальце в возрасте 56 лет. Его могила в церкви Святого Духа в Гейдельберге во время Войны за пфальцское наследство была разрушена.